# Тавісуплебіс-моедані (станція метро)
41°41′41″ пн. ш. 44°47′59″ сх. д. / 41.69472° пн. ш. 44.79972° сх. д.
Тавісуплебіс моедані (груз. თავისუფლების მოედანი "Площа Свободи"), колишня «Ленініс моедані» (груз. ლენინის მოედანი, «Площа Ленsна»)) — станція Ахметелі-Варкетільської лінії Тбіліського метрополітену, розташовується між станціями «Руставелі» і «Авлабарі».
Відкрита році 6 листопада 1967 до 50-річчя Жовтневої революції, у складі другої ділянки "Ленініс моедані" - 300 Арагвелі.
Обидві назви — по центральній площі міста, поруч з якою знаходиться вестибюль станції.
Станція пілонна трисклепінна. Похилий хід має тристрічковий ескалатор починається з північного торця станції, з протилежного боку середнього залу — сходи у всю ширину прямуючі в нікуди: до глухої стіни, прикрашеної у 2007 році,  символом "революції троянд".

## Ресурси Інтернету
- Тбіліський метрополітен(англ.)
- Тбіліський метрополітен(груз.)